# بيت النقيل (مذيخرة)

تعديل مصدري - تعديل

بيت النقيل محلة تابعة لقرية حصبان، التابعة لعزلة خولان بمديرية مذيخرة إحدى مديريات محافظة إب في الجمهورية اليمنية.، بلغ تعداد سكانها 395 حسب تعداد اليمن لعام 2004.